# Список зданий в стиле конструктивизма (Москва)
Это информационный список зданий, построенных в Москве, в формах конструктивизма в конце 1920-х — первой половине 1930-х годов.
Революция, попытка построения нового государства и общества, «нового быта», восстановление страны после Гражданской войны, борьба с нехваткой жилья, неграмотностью, электрификация и индустриализация поставили перед архитекторами новые задачи. Приводимый ниже перечень упорядочен по типам построек, а однотипные постройки — по времени строительства, чтобы лучшим образом это продемонстрировать.
Значительная часть построек этого периода представляет собой совершенно новые функциональные типы зданий: дома культуры, дома-коммуны, фабрики-кухни — и новый подход к городскому планированию и застройке (жилмассивы).
Язык, использованный архитекторами этого периода, весьма разнообразен и разнороден: от полного отрицания накопленного архитектурой опыта до его бережного сохранения для включения в окружающую застройку — но важность функционального назначения здания при его визуализации всегда сохранялась.

## Административные здания

### Власть
- Здание Наркомата земледелия на Садовой-Спасской улице, 11/1. 1927—1933, архитектор А. В. Щусев при участии А. З. Гинберга, Д. Д. Булгакова, И. А. Француза, Г. К. Яковлева  памятник архитектуры (региональный)[1]
- Здание Краснопресненского районного Совета на Миусской площади, 2/2. 1928—1929, архитекторы А. П. Голубев, Н. С. Щербаков
- Здание Наркомата путей сообщения на Садовой-Черногрязской улице, 1. 1929—1934, архитектор И. А. Фомин

### Организации и акционерные общества
- Здание газеты «Известия» на Пушкинской площади, 5. 1925—1927, архитектор Г. Б. Бархин при участии И. А. Звездина и М. Г. Бархина, инженер А. Ф. Лолейт  памятник архитектуры (региональный)[2]
- Здание издательства «Молодая гвардия» на Сущёвской улице, 21. Середина 1930-х.
- Здание Птицеводсоюза на улице Маросейка, 3/13. 1928—1930, главный инженер В. Д. Цветаев  памятник архитектуры (региональный)[3]
- Здание Кожсиндиката на Чистопрудном бульваре, 12а. 1929—1931, надстройка на 1 этаж в 1948, архитектор А. П. Голубев, инженер Е. Израилович  памятник архитектуры (региональный)[4]
- Здание акционерного общества «Оргаметалл» на Каланчёвской улице, 15а. 1927—1928, архитекторы О. О. Шнейдратус, Б. А. Гайду, К. Д. Френкель.
- Дом акционерного общества АРКОС на улице Ильинка, 11/10, стр. 1. 1927—1928, архитектор В. М. Маят.

### Транспорт
- Гараж Совета народных комиссаров на улице Каретный ряд, 4. Конец 1920-х, архитекторы Г. П. Гольц, В. Н. Третьяков.
- Гараж «Интуриста» на улице Сущёвский вал, 33. 1930—1934, архитекторы К. С. Мельников, В. И. Курочкин.  памятник архитектуры (региональный)[5]
- Гараж Наркомтяжпрома на Зацепском валу, 2/1, стр. 5. 1933, инженер Ю. С. Фельдзер.
- Гараж Госплана на Авиамоторной улице, 63, стр. 1, 3. 1934—1936, архитектор К. С. Мельников при участии В. И. Курочкина.  памятник архитектуры (региональный)[6]
- Гараж для грузовиков Моссовета на Новорязанской улице, 27. 1926—1928, архитектор К. С. Мельников, инженер В. Г. Шухов.  памятник архитектуры (региональный)[7]
- Бахметьевский автобусный парк на улице Образцова, 19а. 1926—1927, архитектор К. С. Мельников, В. Н. Курочкин инженер В. Г. Шухов.  памятник архитектуры (региональный)[8]
- Павильон станции «Красные Ворота» на Садовой-Спасской улице, 21/1. 1933—1935, архитектор Н. А. Ладовский  памятник архитектуры (региональный)[9]

### Пожарные части
- Пожарное депо квартала «Ленинская Слобода» в Ослябинском переулке, 2. Начало 1930-х, архитектор С. Н. Курабцев.
- Пожарное депо № 16 на шоссе Энтузиастов, 11. 1927—1929, архитектор А. В. Куровский.
- Октябрьское пожарное депо на Ленинградском проспекте, 71а. 1927—1928, архитектор А. В. Куровский.

## Общественные здания

### Торговля
- Здание Новосухаревского рынка, Большой Сухаревский переулок, 11, стр. 1. 1924—1926, архитектор К. С. Мельников.  памятник архитектуры (региональный)[10]
- Здание Госторга РСФСР на Мясницкой улице 47. 1926—1927, архитекторы Б. М. Великовский, В. Н. Владимиров при участии М. О. Барща, Г. Г. Вегмана, М. В. Гакен и А. Я. Лангмана  памятник архитектуры (региональный)[11]
- Здание универмага Мосторга на улице Красная Пресня, 48/2, стр. 2. 1927—1929, архитекторы А. А. Веснин, В. А. Веснин, Л. А. Веснин  памятник архитектуры (региональный)[12]
- Даниловский универмаг (Москворецкий Мосторг) на Люсиновской улице, 70, стр. 1. 1929—1934, архитекторы Г. К. Олтаржевский, А. К. Болдырев.  памятник архитектуры (региональный)[13]
- Универмаг «Добрынинский» на улице Коровий Вал, 1а. 1928—1929, архитектор К. Н. Яковлев. Реконструирован.
- Универмаг Сокольнического общества потребителей на Краснобогатырской улице, 13. 1926, архитектор Б. М. Великовский. Реконструирован.

### Бани
- Кожевнические бани на Кожевнической улице, 15, стр. 1. 1929—1930, архитектор В. Б. Ивашкевич[14].
- Донские бани, ул. Орджоникидзе, 1. Архитектор В. Б. Ивашкевич. Построены в конце 1920-х – начале 1930-х гг., по данным БТИ в 1934 г. Снесены летом 2013 г. компанией Баркли
- Купальня-баня Рогожско-Симоновского района на Автозаводской улице, 21. 1928—1930, архитектор С. В. Панин.
- Бани (Баня № 4) на улице Усачёва, 10. 1931—1934.[15] Архитекторы А. И. Мешков, Н.М. Молоков, Н.А. Щербаков, А.Н. Волков, Г. П. Масленников

### Клубы и дома культуры
- Дворец культуры им. С. П. Горбунова на Новозаводской улице, 27. 1929—1938, архитектор Я. А. Корнфельд.  памятник архитектуры (региональный)[16]
- Рабочий клуб текстильщиков на Сельскохозяйственной улице, дом 24. 1927—1929, архитектор Л. А. Веснин.  памятник архитектуры (региональный)[17]
- Клуб фабрики им. Петра Алексеева на Михалковская улица, дом 36, к. 1. 1927—1929, архитектор Л. А. Веснин.
- Клуб Общества политкаторжан и ссыльнопоселенцев на Поварской улице, 33, стр. 1. 1927—1934, архитекторы А. А. Веснин, В. А. Веснин, Л. А. Веснин  памятник архитектуры (региональный)[18]
- Дворец культуры ЗИЛа на Восточной улице, 4. 1931—1937, архитекторы А. А. Веснин, В. А. Веснин, Л. А. Веснин.  памятник архитектуры (региональный)[19]
- Клуб завода «Каучук» на улице Плющихе, 64. 1927—1929, архитектор К. С. Мельников при участии инженера Г. Г. Карлсена.  памятник архитектуры (региональный)[20]
- Клуб Дорогомиловского химического завода им. М. В. Фрунзе на Бережковской набережной, 28. 1927—1929. архитектор К. С. Мельников.
- Клуб фабрики «Свобода» на Вятской улице, 41а. 1927—1929, архитектор К. С. Мельников.  памятник архитектуры (региональный)[21]
- Клуб союза коммунальников им. С. М. Зуева на Лесной улице, 18. 1927—1929, архитектор И. А. Голосов.  памятник архитектуры (региональный)[22]
- Клуб МИИТ в Новосущёвском переулке, 6. Конец 1929—1930, архитекторы С. М. Герольский, Б. М. Великовский.
- Клуб «Рот Фронт» Союза печатников (клуб типографии «Красный пролетарий») на Краснопролетарской улице, 32, 34. 1928—1930, архитектор С. С. Пэн.
- Клуб Союза строителей (Клуб МИСИ им. В. В. Куйбышева) на Доброслободской улице, 5. 1927—1929, архитектор И. И. Фёдоров.  памятник архитектуры (региональный)[23]
- Клуб обувной фабрики «Буревестник» на 3-й Рыбинской улице, 17. 1927—1929, архитектор К. С. Мельников.  памятник архитектуры (региональный)[24]
- Клуб профсоюза коммунальщиков им. И. В. Русакова на улице Стромынка, 6. 1927—1929, архитектор К. С. Мельников.  памятник архитектуры (региональный)[25]
- Клуб завода «Серп и молот» на Волочаевской улице, 11/15. 1929—1930, архитектор И. Ф. Милинис.  памятник архитектуры (региональный)[26]
- Клуб «Металлист» завода «Котлоаппарат» (клуб «Пролетарий», дом культуры завода «Компрессор») на шоссе Энтузиастов, 28/2. 1926—1929, архитектор В. М. Владимиров.
- Клуб Дорожного профсоюза железнодорожников (Дорпрофсож) на проспекте Будённого, 32/3. 1928—1930, архитектор Г. П. Гольц.  памятник архитектуры (вновь выявленный объект)[27]
- Клуб «Красный балтиец» на улице Космонавта Волкова, 31. 1929. Полностью перестроен.
- Дом Культуры имени III Интернационала на Люблинской улице, 48, 48с1. 1927—1928.
- Павильон «Шестигранник» («Механизация») 1-й Сельскохозяйственной кустарно-промышленной выставки на улице Крымский вал, 9, стр. 28. 1923, архитекторы И. В. Жолтовский, В. Д. Кокорин, М. П. Парусников.  памятник архитектуры (вновь выявленный объект)[28]
- Комплекс клуба с общежитием Ватной фабрики на проспекте Мира, 186. 1928, архитектор М. Я. Гинзбург, С. А. Лисагор.  памятник архитектуры (вновь выявленный объект)[29]

### Медицинские учреждения
- Кремлёвская поликлиника (Медицинский центр управления делами президента РФ) на улице Воздвиженка, 6/2, стр. 1, 2. 1929, архитектор Н. В. Гофман-Пылаев.
- Поликлиника на улице 10-летия Октября, 10, стр. 1. вторая половина 1920-х, архитекторы А. И. Мешков, Н. А. Щербаков, инженеры Г. Масленников, А. Волков.  памятник архитектуры (региональный)[30]
- Сокольническая амбулатория на Верхней Красносельской улице, 19. 1925—1927, инженер Заболотский.
- Поликлиника «Аэрофлота» на Песчаной улице, 7. 1934

### Образовательные и спортивные учреждения
- Московский планетарий на Садовой-Кудринской улице, 5. 1927—1929, архитекторы М. О. Барщ, М. И. Синявский, инженеры А. К. Говве, П. Я. Смирнов.  памятник архитектуры (региональный)[31]
- Всероссийский институт минерального сырья в Старомонетном переулке, 31. 1925—1929, архитектор В. А. Веснин, А. А. Веснин.
- Техникум кожевенной промышленности на Садовнической улице, 33, стр. 1. 1932, инженер Б. В. Ефимович.  памятник архитектуры (региональный)[32]
- Школа № 518 на Садовнической набережной, 37. 1933—1935, архитекторы И. А. Звездин, Семёнов, инженер Каменьков.  памятник архитектуры (региональный)[33]
- Школа на 1-й улице Машиностроения, 16. 1933—1935, архитектор А. Люрса, при участии Д. Ф. Фридмана.
- Энергетический институт имени Г. М. Кржижановского на Ленинском проспекте, 19, стр. 1. 1928, 1934, архитекторы А. Ф. Мейснер, Б. Ильчик, инженер В. Петухов.  памятник архитектуры (региональный)[34]
- Школа на Хавской улице, 5. 1929—1935, архитекторы И. П. Антонов, И. П. Антипов.
- Школа им. К. Е. Ворошилова на улице Усачёва, 50. Конец 1920-х. Архитекторы М. И. Мотылёв, Галкин. памятник архитектуры (вновь выявленный объект)[35]
- Дворец физкультуры Авиазавода № 1 Осоавиахима (первоначально конный манеж) на Ленинградском проспекте, 24а. 1931—1934, архитектор Н. А. Метлин.
- Индустриально-педагогический институт им. К. Либкнехта (Всесоюзная плановая академия при Госплане СССР) на Спартаковской улице, 2; 2а. 1927, 1930—1937, архитекторы Л. М. Круглов, И. А. Голосов, Д. В. Разов.
- Школа на Русаковской улице,10, стр. 1. 1928, архитектор И. И. Фёдоров.
- Школа на Русаковской улице, 10, стр. 6. 1935, архитектор Д. Ф. Фридман.  памятник архитектуры (вновь выявленный объект)[36]
- Всесоюзный энергетический институт на Красноказарменной улице, 13, стр. 1. 1929—1930, архитекторы А. В. Кузнецов, И. С. Николаев, А. С. Фисенко, Л. Н. Мейльман, В. Я. Мовчан, Г. Я. Мовчан при участии Б. Я. Мовчана, Коренькова, Ильинского, Шведова, Чуенко.  памятник архитектуры (региональный)[37]
- Институт инженеров связи на улице Лапина, 8а; 8а, стр. 7; 8, стр.1. 1931—1936, архитектор К. И. Соломонов.
- Школа на шоссе Энтузиастов, 16. 1926—1929, архитекторы И. К. Рыбченков, А. Жаров.
- Школа на Зубовском бульваре, 5, стр. 1. 1929—1930. Полностью перестроена.
- Стадион «Динамо» на Ленинградском проспекте, 36, стр. 1. 1927—1928, 1933—1934, архитекторы Л. З. Чериковер, А. Я. Лангман, Д. М. Иофан. Реконструирован.  памятник архитектуры (региональный)[38]
- Военно-политическая академия им. В. И. Ленина на Большой Садовой улице, 14. 1930—1934, архитектор А. В. Щусев при участии И. А. Француза и Г. К. Яковлева.  памятник архитектуры (региональный)[39]
- Учебные корпуса Тимирязевской академии на Лиственничной аллее, 2 — 4. Архитектор Б. М. Иофан.

### Научные заведения
- Центральный аэрогидродинамический институт (ЦАГИ) на улице Радио, 17. 1924—1931, архитекторы А. В. Кузнецов, Г. Я. Мовчан, В. Я. Мовчан, И. С. Николаев, А. С. Фисенко, Б. В. Гладков, Г. Г. Карлсен, С. Н. Кожин.  памятник архитектуры (региональный)[40]
- Научно-исследовательский химико-фармацевтический институт (НИФХИ) на Зубовской улице, 7. 1929—1931, архитектор Д. М. Иофан.
- Научно-исследовательский текстильный институт (НИТИ) на Ленинском проспекте, 33, к. 1. 1931, архитектор И. С. Николаев, А. С. Фисенко.  памятник архитектуры (вновь выявленный объект)[41]
- Лаборатория связи Наркомпочтеля на Мясницкой улице, 40, стр. 16. 1931, архитектор К. И. Соломонов  памятник архитектуры (региональный)[42]
- Конструкторский отдел сектора опытного самолётостроения (КОСОС) на улице Радио, 24. 1932—1935, архитектор В. А. Веснин при участии А. В. Кузнецова, С. Н. Щербакова, В. Е. Дементьева.  памятник архитектуры (вновь выявленный объект)[43]
- Опытная станция физико-химического института им. Л. Я. Карпова на улице Воронцово Поле,10, стр. 15. 1926—1927, архитектор Б. М. Иофан.
- Корпус ЦНИИ туберкулёза РАМН (ранее Государственный туберкулёзный институт) на Яузской аллее, 2, стр.1а. 1930—1932, архитектор Р. Я. Хигер.
- Институт Ленина на Тверской площади, 3/1. 1925—1927, архитектор С. Е. Чернышёв.

### Фабрики-кухни
- Фабрика-кухня завода «Динамо» на улице Ленинская Слобода, 17/2. Архитектурная мастерская Нарпита.
- Фабрика-кухня на Сосинской улице, 43. Архитектурная мастерская Нарпита.
- Клуб-столовая на улице Доватора, 15. Середина 1929, архитекторы А. И. Мешков, В. Г. Верещагин, М. И. Мотылёв, Галкин.
- Фабрика-кухня № 1 на Ленинградском проспекте, 7. 1926—1928, архитектор А. И. Мешков при участии Е. Н. Максимовой.
- Фабрика-кухня Авиазавода № 1 Осоавиахима в 1-м Боткинском проезде, 7. 1927—1928, архитектор А. И. Мешков.
- Комбинат питания на проспекте Будённого, 21. 1939.[44]
- Фабрика-кухня на Кутузовском проспекте, 36а. 1920-е.
- Фабрика-кухня на Верхней Красносельской улице, 11а. 1929.

## Жилые здания

### Дома-коммуныи общежития
- Здание треста Хладострой и дома-коммуны «Изотерма» на улице Рождественка, 21. Начало 1930-х, архитектор Н. Я. Колли.
- Общежитие Коммунистического университета национальных меньшинств Запада имени Ю. Ю. Мархлевского в Петроверигском переулке, 6-8-10. 1929—1931, архитектор Г. М. Данкман при участии М. М. Русановой, П. Симакина.  памятник архитектуры (региональный)[45]
- Общежитие текстильного института на 2-м Донском проезде, 7/1. 1927—1928.  памятник архитектуры (вновь выявленный объект)[46]
- Студенческий дом-коммуна Текстильного института на улице Орджоникидзе, 8/9. 1929—1931, архитектор И. С. Николаев при участии К. М. Соколова.  памятник архитектуры (региональный)[47]
- Общежитие Академии коммунистического воспитания им. Н. К. Крупской на улице Усачёва, 35, стр. 1. 1926—1927, архитекторы А. К. Иванов, Н. М. Вавировский.
- Комплекс общежитий Института красной профессуры. Большая Пироговская улица, 51, к. 1 — 8. 1925—1928, архитекторы Д. П. Осипов, А. М. Рухлядев.
- Общежитие МИИТ, 2-й Вышеславцев переулок, 17. 1929—1930, архитекторы С. М. Герольский, Б. М. Великовский.
- Дом-коммуна в 4-м Сыромятническом переулке, 3/5, стр. 4, 4а. 1927—1930, архитектор Г. М. Мапу.
- Комплекс общежитий МВТУ им. Н. Э. Баумана. Госпитальный переулок, 4а, стр. 2; Малая Почтовая улица, 1, к. 1,2. Конец 1920 — начало 1930-х.
- Студгородок «Анненгофская роща». Энергетический проезд, 1. Энергетическая улица, 6; 8, к. 2, 3; 10, к. 1, 2; 14, к. 1 — 3. 1929—1930, архитекторы П. Н. Блохин, Б. В. Гладков, А. М. Зальцман.
- Дом-коммуна РЖСКТ «1-е Замоскворецкое объединение» на улице Лестева, 18. 1926—1927, архитекторы Г. Я. Вольфензон, С. Я. Айзикович, Е. Волков.  памятник архитектуры (региональный)[48]
- Общежитие кооперативного института на улице Панфилова, 20, к.1, 2, 3, 4. 1930—1931, архитекторы К. Рябов, Н. Я. Колли.  памятник архитектуры (региональный)[49]
- Студенческий городок в Дорогомилове на Студенческой улице, 33, кк. 1 — 7. 1929—1930, архитекторы Б. Н. Блохин, Б. В. Гладков, А. М. Зальцман.
- Студенческий городок во Всехсвятском на Часовой улице, 21, кк. 1 — 8. 1929—1930, архитекторы Б. В. Гладков,А. М. Зальцман, Б. Н. Блохин. Часть корпусов снесено.
- Ансамбль общежитий Тимирязевской академии в Лиственничной аллее, 12 — 18. Архитектор Б. М. Иофан.
- Казармы в Большом Кисельном переулке, 14с1. 1927, архитектор А. Я. Лангман.

### Жилые дома
- Дом-мастерская архитектора Мельникова на Кривоарбатском переулке, 10. 1927—1929, архитектор К. С. Мельников.  памятник архитектуры (федеральный)[50]
- Административно-жилое здание спортивного общества «Динамо» с клубом и магазином на Большой Лубянке, 12/1. 1928—1932, архитекторы И. А. Фомин, А. Я. Лангман  памятник архитектуры (региональный)[51]
- Дом Моссельпрома, Калашный переулок, 2/10. 1923—1924, архитектор Д. М. Коган, инженеры В. Д. Цветаев, А. Ф. Лолейт, Н. Д. Струков  памятник архитектуры (региональный)[52]
- Жилой дом артистов МХАТ в Брюсовом переулке, 17. 1928, архитектор А. В. Щусев  памятник архитектуры (федеральный)[53]
- Жилой дом Госстраха на Малой Бронной улице, 21/13. 1926—1927, архитектор М. Я. Гинзбург при участии В. Н. Владимирова  памятник архитектуры (региональный)[54]
- Жилой дом работников Центрального телеграфа на Большой Бронной улице, 8. 1927—1929, архитектор Н. Туркенидзе.
- Дом Наркомата финансов РСФСР (Дом Наркомфина) на Новинском бульваре, 25, к. 1. 1928—1930, архитекторы М. Я. Гинзбург, И. Ф. Милинис, инженер С. Л. Прохоров  памятник архитектуры (региональный)[55]
- Дом ОГПУ в Милютинском переулке, 9с1. 1927—1928, архитектор А. Я. Лангман  памятник архитектуры (региональный)[56]
- Дом Заводстроя на Сухаревской площади, 14/7. 1930—1936, архитекторы Г. Ремеле, Д. Д. Булгаков
- Дом кооператива «Военный строитель» на улице Покровка, 7/9. Архитекторы К. В. Аполлонов, Н. В. Якобсон.
- Дом кооператива «Политкаторжанин» на улице Чаплыгина, 15. 1929—1931, архитекторы Д. П. Знаменский, Н. В. Ликин.
- Дом кооператива «Квартирохозяин» на Яузском бульваре, 14/8. 1929—1930, архитектор В. Н. Волокитин.[57]
- Жилой комплекс РЖСКТ «Показательное строительство» на Гоголевском бульваре, 8. 1929—1930, архитекторы М. О. Барщ, В. Н. Владимиров, И. Ф. Милинис, А. Л. Пастернак, М. И. Синявский, Л. С. Славина (под руководством М. Я. Гинзбурга), инженер С. В. Орловский.  памятник архитектуры (региональный)[58]
- Жилой дом Совнаркома и ВЦИК на улице Серафимовича, 2. 1928—1931, архитекторы Б. М. Иофан, Д. М. Иофан.  памятник архитектуры (региональный)[59]
- Дом в Голиковском переулке, 14. 1926, архитектор А. М. Гуржиенко.
- Дом кооператива «Шерстяной работник» на Гончарной улице, 1. 1929—1930, архитектор И. О. Гохблит.
- Жилой дом с магазином на Мытной улице, 52. 1930, архитектор А. Я. Аронов.  памятник архитектуры (вновь выявленный объект)[60]
- Жилые дома РЖСКТ «Военный строитель» на Тишинской площади, 6; 8. 1928, 1932, архитекторы П. Н. Андреев, М. А. Минкус.
- Жилой дом Моссовета (первоначально Дом милиции) на 1-й Тверской-Ямской улице, 9. 1929—1930, архитектор С. А. Козлов.
- Первый дом РЖСКТ на улице Образцова,12. 1928.
- Жилой дом Жургаза в 1-м Самотёчном переулке, 17а. 1935, архитекторы М. О. Барщ, Г. А. Зундблат.  памятник архитектуры (региональный)[61]
- Кооперативный жилой дом Наркомвнешторга на Долгоруковской улице, 5. 1929, 1933, 1937, архитекторы А. В. Куровский, А. Ф. Жуков, И. А. Голосов, И. Л. Маркузе, П. И. Терновский.
- Жилой дом кооперативного товарищества «Обрабстрой» (в некоторых источниках дом архитекторов НКПС) в Басманном тупике, 10/2. 1930—1931, архитектор В. К. Кильдишев.  памятник архитектуры (региональный)[62][63]
- Жилые дома управления Московско-Курской железной дороги на Земляном Валу, 27, стр. 1, 2. 1928—1932, архитектор Б. М. Шатнев.
- Показательные дома для рабочих на Русаковской улице, 7, к. 1 — 3. 1925—1930, архитекторы Б. М. Иофан, Д. М. Иофан.
- Жилой дом в Большом Девятинском переулке, 4. 1930-е.
- Жилой дом на проспекте Мира, 46а. 1927—1928, архитектор А. Я. Лангман.
- Жилой дом кооператива «Замоскворецкий рабочий» на Садовнической улице, 77, стр. 2. 1929.
- Жилые дома кооператива «Дукстрой» на Ленинградском проспекте, 26, кк. 1, 2. 1927—1928, архитектор А. С. Фуфаев.
- Жилой дом кооператива научных работников и преподавателей в 1-м Зачатьевском переулке, 13. 1928, архитектор А. В. Самойлов.
- Жилые корпуса кооператива «Крестьянская газета» на Тверской улице, 6, стр. 3, 5. 1927—1930, архитектор Н. А. Ладовский.
- Жилой дом в 1-м Новокузнецком переулке, 18, стр. 4. Конец 1920-х, архитектор В. Ганешин.
- Жилой дом на Зубовской улице, 4. Вторая половина 1920-х. Снесен в 1960-х.[64]
- Жилой дом кооператива «Научные работники» на Зубовском бульваре, 16—20. 1934, архитектор А. Н. Корноухов.
- Жилой дом в Большом Лёвшинском переулке, д.17, 1933 год, архитектор Л. З. Чериковер, дом для работников Вахтанговского театра, индивидуальный проект, материал: саманно-глиняные блоки на монолитных несущих конструкциях.[65]

### Жилые массивы
- Дома кооператива «Медсанстрой» на улице Покровка, 41; 41, стр. 2. 1929—1931, архитектор А. З. Гринберг.
- Жилой квартал «Ленинская Слобода». Восточная улица, 1; 3/2; 5; 9; Пересветов переулок, 1, к. 1, 2; 3; 4, к. 1, 2; 5; 6. 1926—1930, архитекторы В. И. Бибиков, Н. А. Волков, С. С. Семкин, Б. С. Сидоров.
- Жилые дома Московского автомобильного завода. Велозаводская улица, 3/1. Новоостаповская улица, 4, к. 1; 6. 1934—1939, архитектор И. Ф. Милинис.
- Жилой комплекс «Дубровка». 1-я Дубровская улица, 1; 2; 2а, стр. 2, 3, 4; 4а; 5б; 6; 6а; 6б; 7; 8/12; 8а. 2-я Дубровская улица, 2; 4; 6; 8; 10/8. Улица Мельникова, 14; 16; 18а. 1925—1929, архитекторы И. П. Антонов, Б. Н. Блохин, А. Г. Вегман, Н. М. Молоков, А. М. Мостаков, Г. М. Мапу, А. Панин, инженеры П. И. Яньков, организатор строительства П. А. Смирнов  памятник архитектуры (вновь выявленный объект)[66]
- Квартал жилых домов фабрики «Гознак». Мытная улица, 23; 23, к. 1; 25; 25, к.1; 27; 27, к.1. Люсиновская улица, 64; 64, к. 1; 66; 66, к. 1; 68; 68, к.1. 1926, 1936, архитекторы В. И. Курочкин, Н. А. Алексеев.  памятник архитектуры (вновь выявленный объект)[67]
- Хавско-Шаболовский жилой комплекс. Улица Лестева, 13, к. 3; 15, к. 1, 2; 19, к. 1, 2; 21, к. 2. Улица Шаболовка, 63, к. 2; 65, к. 2; 67. Улица Серпуховский вал, 22, к. 2, 3; 24, к. 1, 2; 28. 1927—1930. Архитекторы Н. П. Травин, Б. Н. Блохин, С. Я. Айзикович, Г. Я. Вольфензон, Е. Я. Волков, А. В. Барулин, С. П. Леонтович, С. А. Носов с участием В. И. Бибикова, Х. Шепера, И. Л. Йозефовича и членов АСНОВА.  памятник архитектуры (региональный)[68]
- Жилые дома кооператива «1-е Замоскворецкое объединение» (первоначально «Жиркость»). Улица Лестева, 16; 18; 22; 24; 20/14. Хавская улица, 18. Улица Шухова, 11/16; 13, к. 1, к. 2; 17, к. 3. 1927—1930, архитекторы Г. Я. Вольфензон, С. Я. Айзикович, А. В. Барулин, Б. Н. Блохин, С. П. Леонтович, Н. П. Травин, инженеры А. Барулин, С. А. Носов.  памятник архитектуры (региональный)[69]
- Жилой квартал «Усачёвка». Улица Усачёва, 29, к. 1, 2, 3, 7, 8. Улица Доватора, 12; 14. 1925—1928, архитекторы А. И. Мешков, Н. М. Молоков, Н. А. Щербаков, А. Н. Волков, Галкин, инженер Г. П. Масленников.
- Вторая очередь жилого квартала «Усачёвка». Улица Доватора, 7/8; 9; 11, к. 1, 2; 12, к. 4; 13; 14, к. 4. Улица Ефремова, 16/12; 18; 20; 22; 24. 1928—1930, архитектор В. И. Бибиков и др.
- Жилой комплекс «Нижняя Пресня» («Имени 9 января 1905 года», комплекс жилых домов «Мантулинская»). Шмитовский проезд, 5; 6; 7; 8; 9/5; 10/7; 11; 12; 13; 14, 15/5, 17. Мантулинская улица, 10; 12; 14; 16; 18; 20. Улица Костикова, 3; 5; 7. Улица Анны Северьяновой, 1/14; 3. Улица Сергея Макеева, 2; 4; 6. Улица Анатолия Живова, 1; 2; 3; 4; 5; 6; 8; 10. 1920-е — 1930-е, архитекторы: Б. Я. Улинич, П. Грушин, Н. Малинин, О. А. Стапран.
- Городок художников. Улица Верхняя Масловка, 1; 3; 9, Петровско-Разумовская аллея, 2. 1929, 1930—1935, архитекторы Ю. Н. Герасимов, В. Ф. Кринский, А. М. Рухлядев, Л. М. Лисенко, Д. М. Дзисько, М. Л. Мочин  памятник архитектуры (региональный)[70]
- Жилой комплекс «Сущёвка». Улица Сущёвский вал, 14/22, к. 1 — 7. 1927—1928, архитектор Б. Н. Блохин.  памятник архитектуры (вновь выявленный объект)[71]
- Ансамбль жилых домов «Русаковский»[72][73][74]. Русаковская улица, д.2 стр. 1, 2; д.4 стр. 1; д.6; д.8 стр. 3. Улица Гаврикова, д.3/1. 1926—1929, 1935, архитекторы Мотылёв М. И.; Крестин А. В., Улинич Б. Я., Жуков А. Ф., Модестов А. Г.
- Жилой комплекс «Колодезный». Колодезная улица, 7, к. 1 — 8. Колодезный переулок, 2, к. 1, 2; 14. Улица Короленко, 7, к. 1 — 3. Улица Стромынка, 19; 21, к. 1, 2; 23/16. 1926—1929, архитекторы М. И. Мотылёв, А. Ф. Жуков. Колодезная улица, 7, к. 2 —  памятник архитектуры (вновь выявленный объект)[75]
- Жилой квартал «Преображенское». Улица Преображенский Вал, 24, к. 1 — 6. Улица Девятая Рота, 14. 1929—1931, архитекторы И. С. Николаев, М. М. Русанова, Г. М. Мапу.  памятник архитектуры (вновь выявленный объект)[76]
- Жилой квартал «Абельмановская застава». Абельмановская улица, 1/2, к. 1, 4, 5, 6, 8; 3; 5. Улица Талалихина, 6, стр. 1, 2. 1925—1926, конец 1930-х, архитекторы Г. Г. Вегман, Н. Ревякин, инженер А. А. Циммерман.
- Жилые дома для аспирантов и преподавателей ВЭИ и МЭИ на Красноказарменной улице, 13, к. 1 — 4. 1927—1928, архитекторы В. Я. Мовчан, Г. Я. Мовчан.
- Жилой комплекс «Дангауэровка». Авиамоторная улица, 14; 20/17; 22/12; 26/5; 28/4, стр. 3, 4, 7; 49/1; 51, стр. 1. 2-я Кабельная улица, 4; 10. 3-я Кабельная улица, 2; 4/28. Улица Пруд Ключики, 3; 5. Шоссе Энтузиастов, 18; 20; 20а; 20б; 20в; 22/8. 1928—1935, архитекторы М. И. Мотылёв, (А. П.??) Вегнер, Б. Н. Блохин, И. А. Звездин, Н. Д. Молоков, Д. Ф. Фридман, Е. В. Шервинский.  памятник архитектуры (вновь выявленный объект)[77]
- Комплекс жилых домов «Будёновский посёлок» на Большой Почтовой улице,15; 16; 18; 18, к. 2, 7, 9 — 12, стр. 15. 1926—1930, архитекторы А. С. Фуфаев, М. И. Мотылёв, Г. М. Мапу, М. М. Русанова.
- Жилой комплекс ЖСК «Кисловское» в Большом Кисловском переулке, 5, стр. 1, 2. 1929—1930-е, архитектор С. А. Власьев.
- Комплекс жилых домов РЖСКТ «Товарищества Красно-Пресненской Трехгорной мануфактуры» в Волковом переулке, 7-9, стр. 1, 2, 3. 1931 года постройки. 8 августа 2017 года исключены из перечня объектов, обладающих признаками культурного наследия.[78]
- Комплекс жилых домов для рабочих ЛЛМЗ, Люблинская улица 109, 109к2, 115/5, 117/4, 119, 121/1, 123/2, 125, 127/1. Тихая улица, 23 стр 1. Мариупольская улица, 4, 6. Улица Судакова, 7. Частично снесён.

## Промышленные здания и сооружения

### Заводы и фабрики
- Корпуса Московского автомобильного завода. Автозаводская улица, 23; 23, к. 2, 5, 7. 1919—1921, 1928—1932, архитекторы В. А. Веснин, А. С. Кузнецов, С. Муравьёв, К. С. Мельников, И. С. Николаев, А. С. Фисенко, Е. М. Попов, В. Н. Златолинский, М. М. Титов, инженеры А. Ф. Лолейт, М. С. Волчегорский и др.
- Хлебзавод-автомат № 5 на Ходынской улице, 2, стр. 1. 1931, инженер Г. П. Марсаков.  памятник архитектуры (региональный)[79]
- Полиграфический комплекс «Правда» на улице Правды, 24. 1931—1937, архитектор П. А. Голосов.  памятник архитектуры (региональный)[80]
- Типография акционерного общества «Огонёк» на 1-м Самотёчном переулке, 17. 1931—1934, архитекторы Л. М. Лисицкий, М. О. Барщ, П. Антонов.  памятник архитектуры (региональный)[81]
- Котельная в комплексе зданий МОГЭС № 1 на Раушской набережной, 10-12. 1924, архитекторы И. В. Жолтовский, В. Е. Дубовский.  памятник архитектуры (региональный)[82]
- ТЭЦ Трёхгорной мануфактуры на Краснопресненской набережной, 10с1. 1926—1929, инженер А. Сорокин.  памятник архитектуры (региональный)[83]
- Холодильник Центросоюза и МОСПО в Центросоюзном пер., д. 21А. 1927, руководил проектированием инженер П. М. Нахман, главный инженер постройки И. И. Кондаков.[84][85]

### Телефонные узлы
- Центральный телеграф на Тверской улице, 7. 1927, инженеры И. И. Рерберг, С. С. Гинсбург. памятник архитектуры (региональный)[86]
- АТС Таганского района на Покровском бульваре, 5. 1929—1930, автор проекта В. С. Мартынович. Снесена.
- АТС (Замоскворецкий узел связи) на улице Большая Ордынка, 25, стр. 1. 1928, инженер В. В. Патек.
- АТС на улице Серпуховской вал, 20. 1933—1934, архитектор К. И. Соломонов. Снесена.
- АТС Фрунзенского района на Зубовской площади, 3, стр. 1. 1930—1933, архитектор К. И. Соломонов. Снесена.
- Тверской-Ямской районный узел связи на 3-й Тверской-Ямской улице, 39. 1928. Реконструирован.